# Orde van de Republiek (Tsjecho-Slowakije)

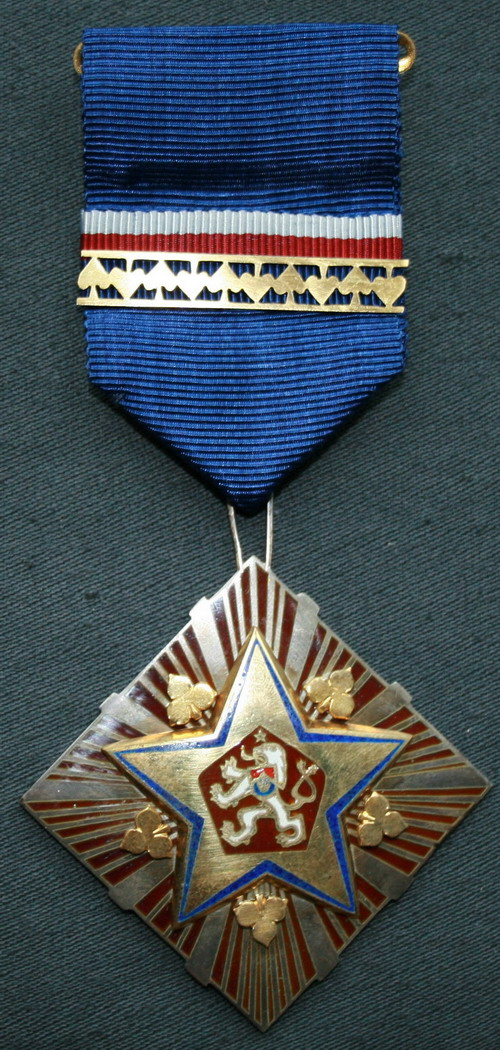
Orde van de Republiek

De Orde van de Republiek (Tsjechisch: Řád republiky) werd in 1951 ingesteld door de regering van Tsjecho-Slowakije. De orde beloonde "bijzondere verdienste bij de opbouw van de Tsjecho-Slowaakse republiek, in het bijzonder bij de productie, de wetenschap, de cultuur en de landsverdediging. Deze orde werd na het opheffen van Tsjecho-Slowakije in 1990 niet opgeheven maar zij komt niet voor in de lijst van onderscheidingen van Tsjechië of Slowakije. Men mag haar nog wel dragen.
Het lint van de orde is blauw met in het midden een witte, een rode en een geborduurde horizontale gouden streep. Het kleinood is ruitvormig en valt op door de amateuristische vormgeving. De kwaliteit van een dergelijke orde uit het Oostblok komt overeen met die van reclamespeldjes en niet met de degelijkheid en het vakmanschap van de door juweliers vervaardigde ridderkruisen als die van de eveneens Tsjecho-Slowaakse Orde van de Witte Leeuw.